# Gmina Jawornik Polski
Die Gmina Jawornik Polski ist eine Stadt-und-Land-Gemeinde im Powiat Przeworski der Woiwodschaft Karpatenvorland in Polen. Ihr Sitz ist die gleichnamige Stadt, die zum 1. Januar 2024 ihr Stadtrecht zurückerhielt.

## Gliederung
Zur Stadt-und-Land-Gemeinde (gmina miejsko-wiejska) Jawornik Polski gehören folgende Dörfer:
Jawornik Polski
Hadle Kańczuckie
Hadle Szklarskie
Hucisko Jawornickie
Jawornik-Przedmieście
Manasterz
Widaczów
Zagórze